# Angelina Portnowa
Angelina Portnowa (russisch Ангелина Портнова; * 10. Februar 2001 in Astana) ist eine kasachische Fußballtorhüterin.

## Karriere

### Vereine
Portnowa begann ihre Karriere beim kasachischen Verein SDYuSShOR-8 Nursultan. Im Dezember 2021 wechselte sie in die Türkei zum Superliga-Club Adana İdmanyurduspor. Im Januar 2024 wechselte sie zu Hakkarigücü Spor. Seit 2025 steht sie beim türkischen Verein Amed SK unter Vertrag.

### Nationalmannschaft
Portnowa spielte von 2017 bis 2018 für die kasachische U19-Nationalmannschaft. Seit 2021 ist sie Mitglied der kasachischen Frauen-Nationalmannschaft und gab ihr Debüt am 12. Juni 2021 in einem Freundschaftsspiel gegen Armenien, das mit einer 1:2-Niederlage endete.